# STS-43
STS-43は、4機目のTDRSであるTDRS-Eの打上げを主目的とした、アトランティスの9回目のミッションである。将来の宇宙ステーションで用いられる可能性のあるヒートパイプラジエータの試験や医学実験、材料実験等が行われた。

## 乗組員
- 船長 - ジョン・ブラハ (3)
- 操縦手 - マイケル・A・ベーカー（英語版） (1)
- ミッションスペシャリスト1 - シャノン・ルシッド (3)
- ミッションスペシャリスト2 - デヴィッド・ロー（英語版） (2)
- ミッションスペシャリスト3 - ジェームズ・アダムソン（英語版） (2)

## 準備と打上げ
打上げは、1991年8月2日午前11時1分59秒(EDT)に行われた。当初は7月23日の予定であったが、オービタとスペースシャトル外部燃料タンクの分離を制御する電子系の故障を交換するため、7月24日に延期された。さらに7月24日の打上げ5時間前には、3番目のメインエンジンの制御装置の故障のため、再び延期された。制御装置は交換、試験され、打上げは8月1日に再設定された。午前11時1分の予定だった打上げはキャビンの圧力通気弁の指示値の異常のため午後12時28分に延期され、打上げ地点の悪天候のためにさらに延期された。打上げはこれ以上遅れず、最終的に1991年8月2日に行われた。打上げ時の重量は、117,650kgであった。

## ハイライト

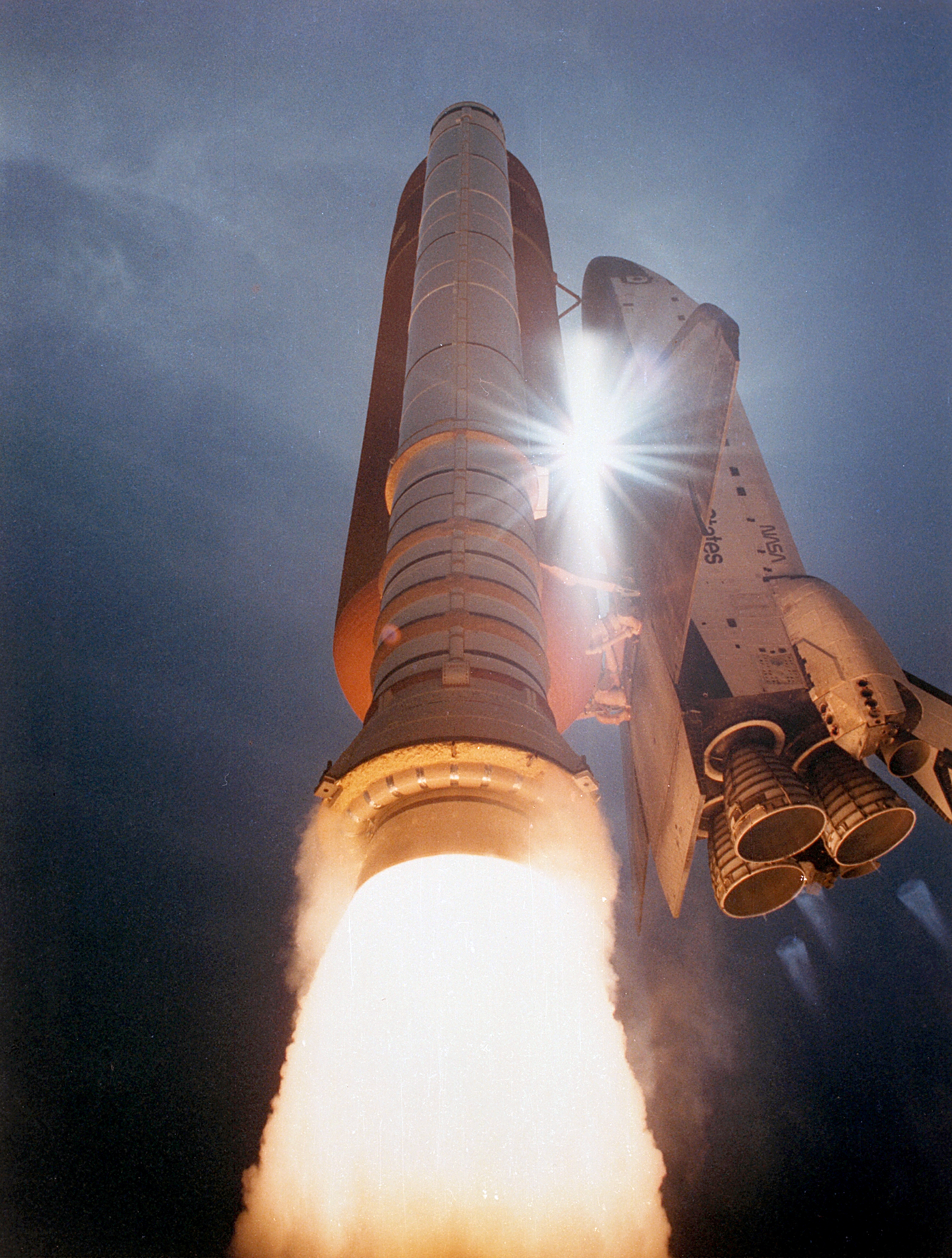
アトランティスの打上げ

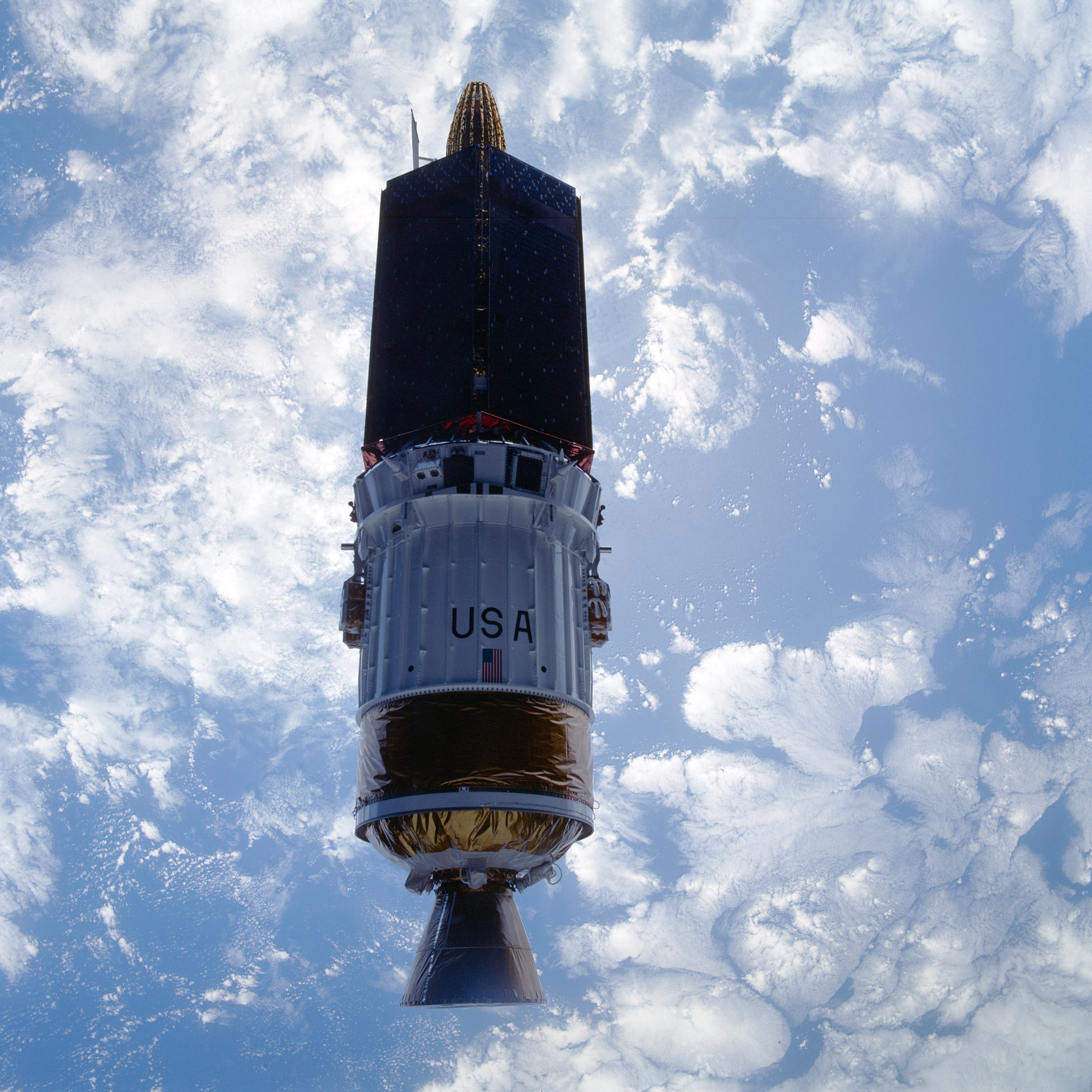
TDRS-Eの放出

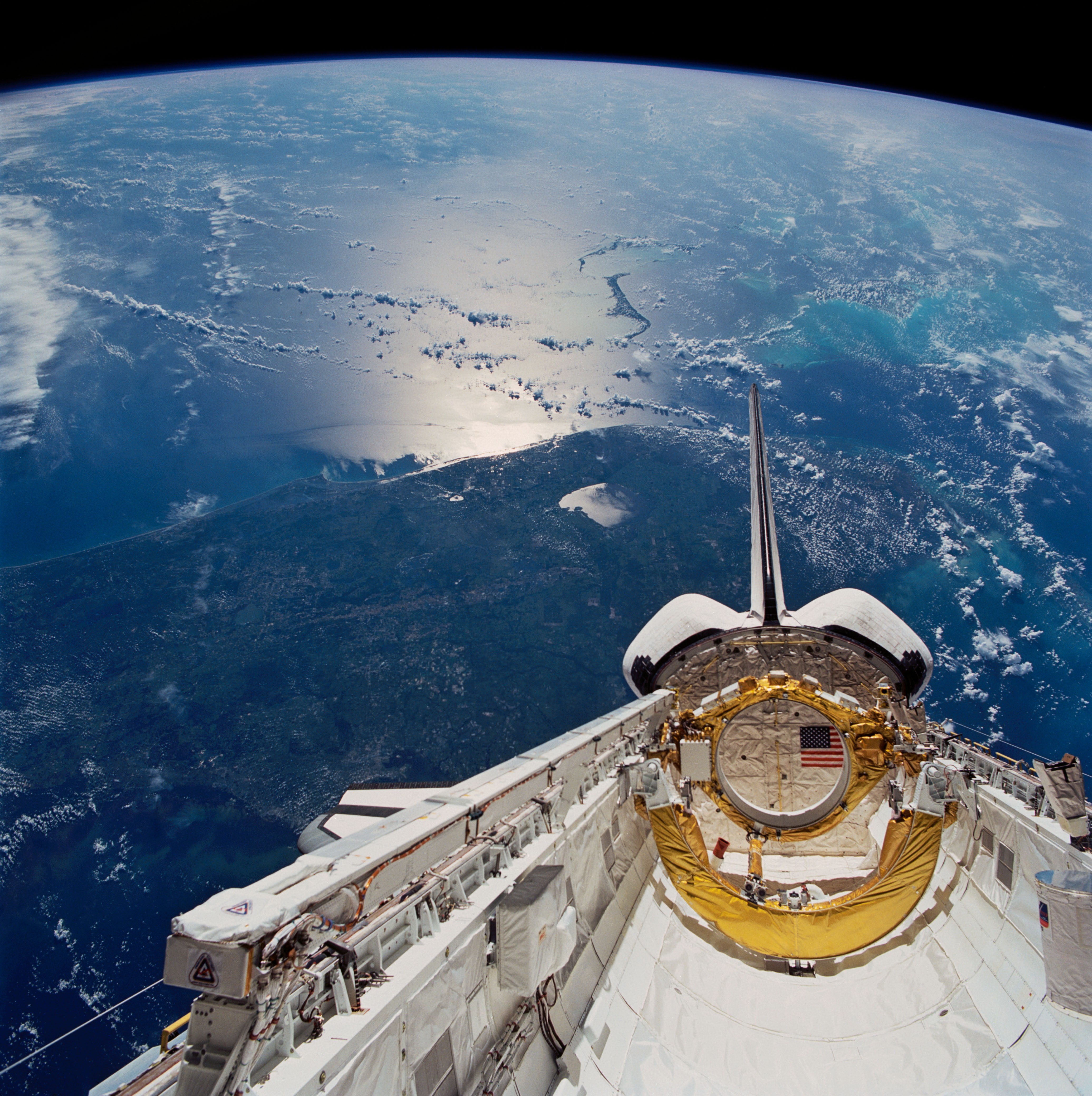
フロリダ上空を通過するアトランティス。左にSHARE-IIが見える。

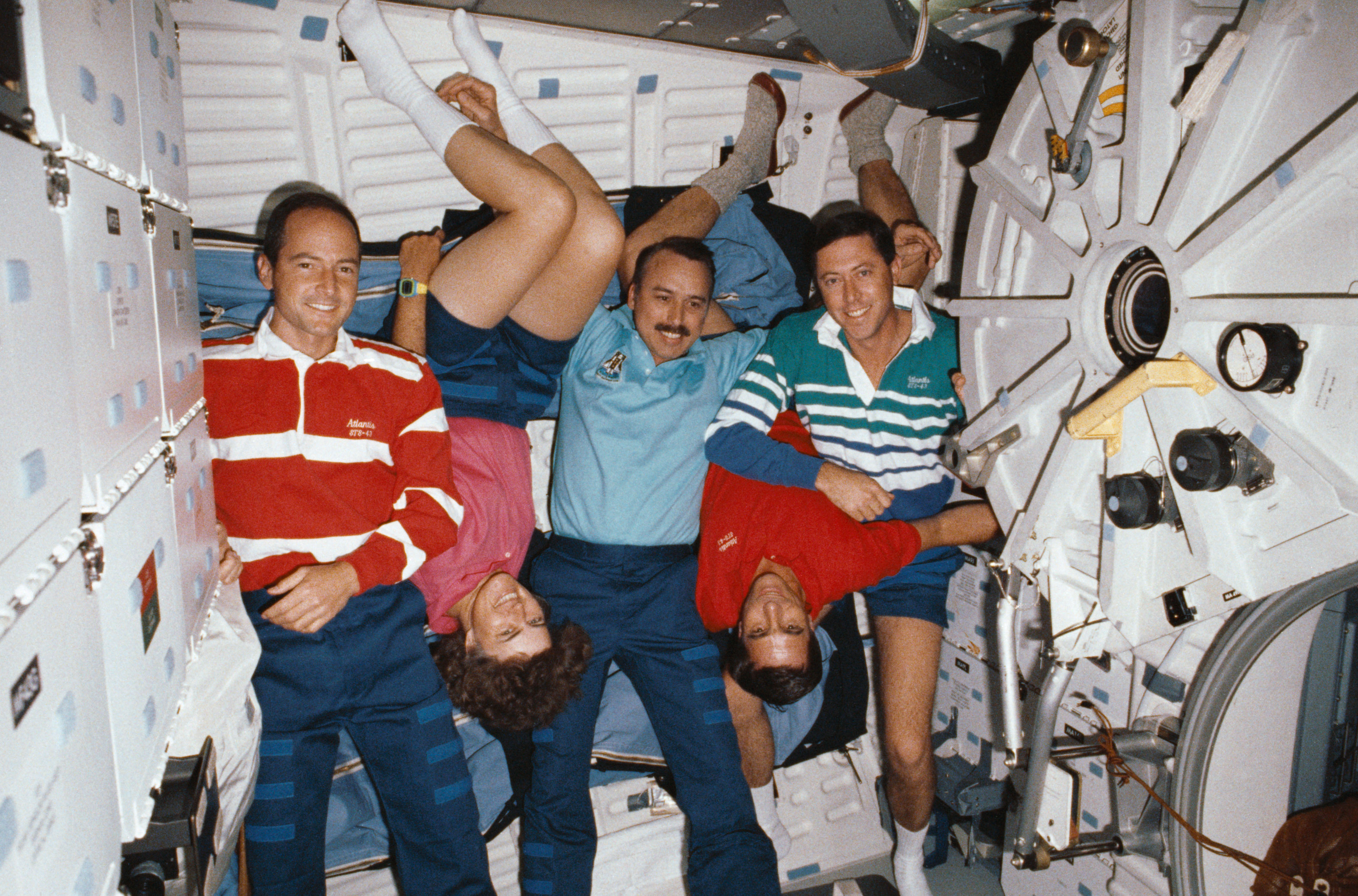
アトランティスのミッドデッキで記念撮影をする乗組員

このミッションの主目的のペイロードであるTracking and Data Relay Satellite-5(TDRS-E)には慣性上段ロケットがつけられ、飛行約6時間目に放出され、慣性上段ロケットによって対地同期軌道まで運ばれた。TDRS-Eは、TDRSクラスターの4番目の衛星となった。このミッションの副次的なペイロードは、Space Station Heat Pipe Advanced Radiator Element II (SHARE II)、Shuttle Solar Backscatter Ultra-Violet (SSBUV) instrument、Tank Pressure Control Equipment (TPCE)、Optical Communications Through Windows (OCTW)であった。その他の実験には、Auroral Photography Experiment (APE-B)、Protein Crystal Growth Ill (PCG Ill)、Bioserve / Instrumentation Technology Associates Materials Dispersion Apparatus (BIMDA)、Investigations Into Polymer Membrane Processing (IPMP)、Space Acceleration Measurement System (SAMS)、Solid Surface Combustion Experiment (SSCE)、Ultraviolet Plume imager (UVPI)、Air Force Maui Optical Site (AMOS)があった。
軌道上でTDRS-5となったTDRS-Eは、慣性上段ロケットの2度の点火によって、地球上空22,000マイル以上の対地同期軌道に投入された。2度目の点火は、ミッションが始まって約12時間後に行われた。TDRSはその後アンテナと太陽電池パネルを展開し、45分以内に慣性上段ロケットから切り離された。
TDRSの衛星ネットワークは、スペースシャトル等の低軌道上の宇宙船と地球の間の通信リンクを提供する。STS-43で4機目が展開されるまで、3機のTDRSが赤道上空の軌道上に存在し、2機は太平洋西部、ハワイ南西部、1機はブラジルの北東部の上空にあった。TDRS-Bは、1986年のチャレンジャー号爆発事故で喪失した。STS-43後、西の2機の衛星は起動上の予備となり、起動、校正後のTDRS-5は、1991年10月7日から公式に、西部域の主要な通信衛星となった。この衛星は、西経175°に配置された。
それまで、軌道上の宇宙船は、周回の約15%の間、地上局が直接の視野の範囲にある間だけ、地上と通信を行うことができた。TDRSネットワークによって、宇宙船の高度に応じて周回の85%から100%で地上との通信が可能となった。
9日間のミッションで、乗組員は常に様々な実験を行った。Space Station Heat Pipe Advanced Radiator Element II (SHARE-II)実験では、フリーダム宇宙ステーションの冷却系として用いられる可能性がある熱エネルギー移転による自然冷却過程の試験が行われた。Solid Surface Combustion Experimentでは、微小重力において炎がどのような振る舞いを見せるかについてのある程度の答えが得られた。また、以前のミッションで設置された材料科学の実験装置が起動され、長期滞在に向けた医学試験も行われた。ある試験では、光ファイバーによってフライトデッキとペイロードベイの間の動画と音声のリンクが実証された。
乗組員はいくつかの小さな問題に遭遇したが、ミッションの安全性や成功に脅威を与えるようなものはなかった。Auxiliary Power Unit (APU) 2の冷却系の故障が故障したが、APU 2は再突入、着陸時のオービタのステアリング装置の水圧系の3つの冗長系のうちの1つであり、着陸の際に用いることもできた。
アトランティスは、1991年8月11日午前8時23分25秒(EDT)にケネディ宇宙センター第15滑走路に着陸した。ロールアウト距離は9,890フィート、ロールアウト時間は60秒間であった。これは、1986年1月のSTS-61-Cの着陸（結局、エドワーズ空軍基地に変更された）以来初めてのケネディ宇宙センターへの着陸計画であった。着陸時の重量は、88,944kgであった。

## ミッションの徽章
左上の4つと右上の3つの星は、このミッションの番号がSTS-43であることを象徴している。この徽章は、エルレンマイヤーフラスコの形を象っている。